# パグの結社

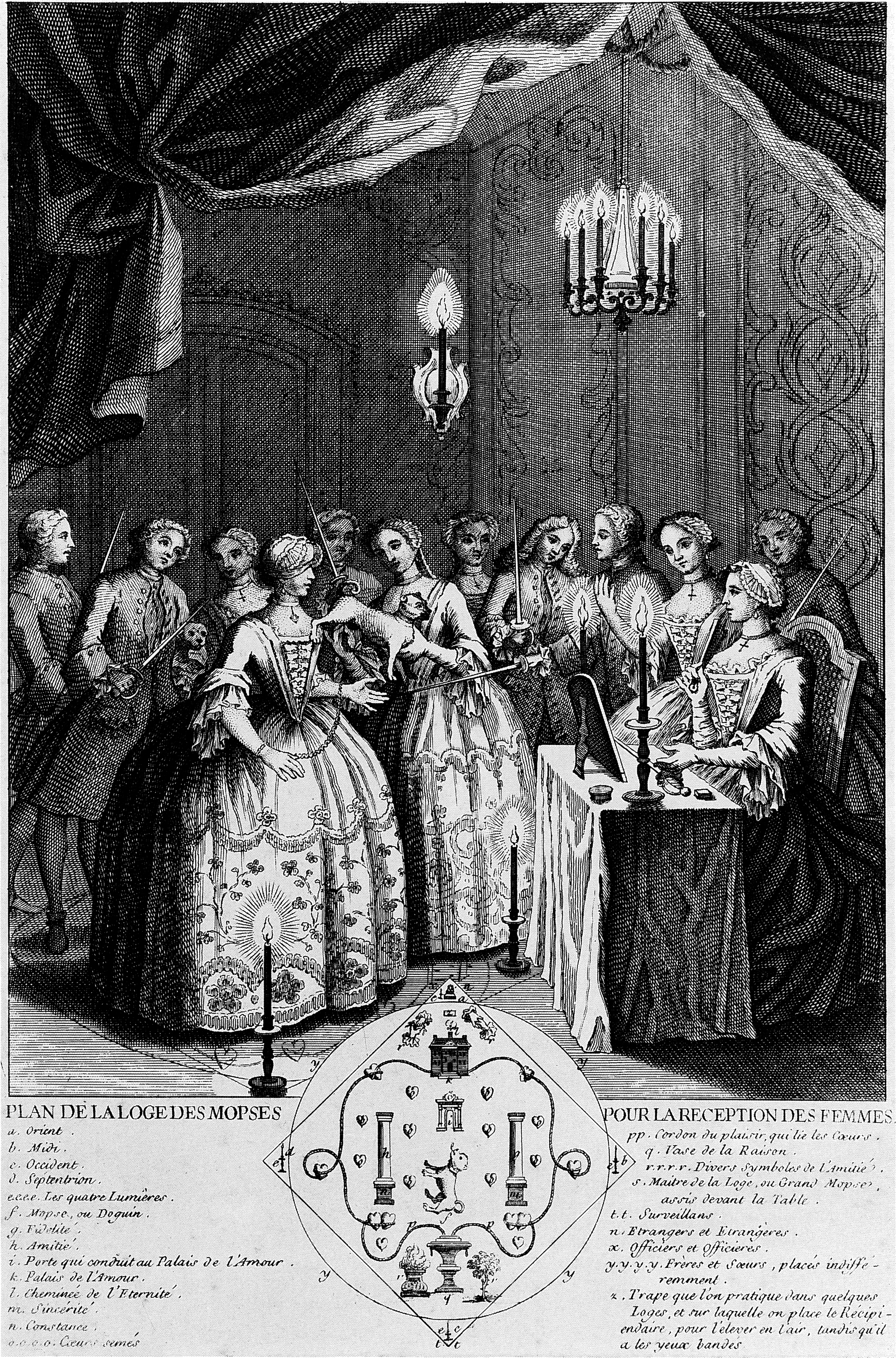
「パグの結社」に入会する婦人を描いた冊子

パグの結社（パグのけっしゃ、独: Mops-Orden、英: The Order of the Pug）は18世紀にバイエルン公クレメンス・アウグストによって設立されたローマカトリック教徒による準フリーメーソン組織（秘密結社）。カトリック教徒がフリーメーソンになることを禁じた1738年のクレメンス12世の教皇勅書「イン・エミネンティ」を回避するために設立されたと見なされている。名前のパグとは犬種のパグのことであり、忠誠・信頼・質実の象徴として選ばれた。この結社の盟約ではカトリック教徒であれば、女性でも会員になることができた。

## 歴史
「パグの結社」と名付けられた組織の起源は史料上は不確かである。一説に1740年頃にフランスで創設された後にオランダとドイツに広まったとされ、バイロイトに「ロッジ」（フリーメーソンの拠点のこと）があったという。バイエルン公クレメンス・アウグストが1740年に創設したとされる。
メンバーは自分たちを「モップス」（Mops、パグのドイツ語）と呼んだ。各ロッジには性別に関係なく「グランド・パグ」という肩書のロッジマスターがおり、6ヶ月ごとに交代した。秘書や監督（オブサーバー）といった役職も性別に無関係であったが、組織の長であるグランドマスターは常に男性であった。
この結社は1748年にゲッティンゲン大学によって禁止された。この前年、ハノーファー貴族を中心とする学生会「ロッジ・ルイーズ」が結成され、「パグの結社」の名を冠しており（Lodge Louise of the Venerable Order of the Pug）、彼らに対する会費や会員に対する支配権が閉鎖事由になった。当局の調査が入り、ロッジが所有した文献は大学当局に引き渡された。
ドイツの文献では存続した期間は短かったとされるが、1902年までリヨンで活動を続けていたという文献もある 。

## 入会儀式
入会希望者は犬の首輪を身につけ、施設内に入るため、まずドアを引っ掻く必要があった。その後、目隠しされた状態でシンボルが描かれたカーペットの周りを9周し、また既存メンバーは希望者の精神を試すために大きな声で吠えた。
儀式では結社への忠誠心を示すため、パグを模した陶器人形の尻尾の下側部分に口づけをすることを強いられた。その後、マスターから、入会者の手に男であればレイピア、女であれば鏡が手渡され、誓いを要求された。
最後に入会者は「光を見る」ように求められ、目隠しが外された。既存メンバーたちは、輪になって新人を囲った状態で立ち、片手にレイピアもしくは鏡、もう片方にパグを持っていた。
ロココ時代の終わりには手信号とスローガンの儀式も追加された 。
構成員は証としてパグの意匠の銀メダルを所持していた。この組織の内情は1745年にアムステルダムで発行された『L'ordre des Franc-Maçons trahi et le Secret des Mopses révélé』という書籍で「暴露」された。この中には儀式の内容や、それを描いた2つの挿絵などが含まれていた。